# أوفه أندرسون (لاعب كرة قدم)
أوفه أندرسون (بالسويدية: Ove Andersson)‏ (14 مارس 1916 بمالمو في السويد - 12 أكتوبر 1983 ببوروس في السويد) هو لاعب كرة قدم سويدي في مركز الوسط. لعب مع نادي مالمو.